# Omega Kleinautobau
Die Omega Kleinautobau GmbH, später Omikron Kleinautobau GmbH, war ein deutscher Automobilhersteller.

## Beschreibung

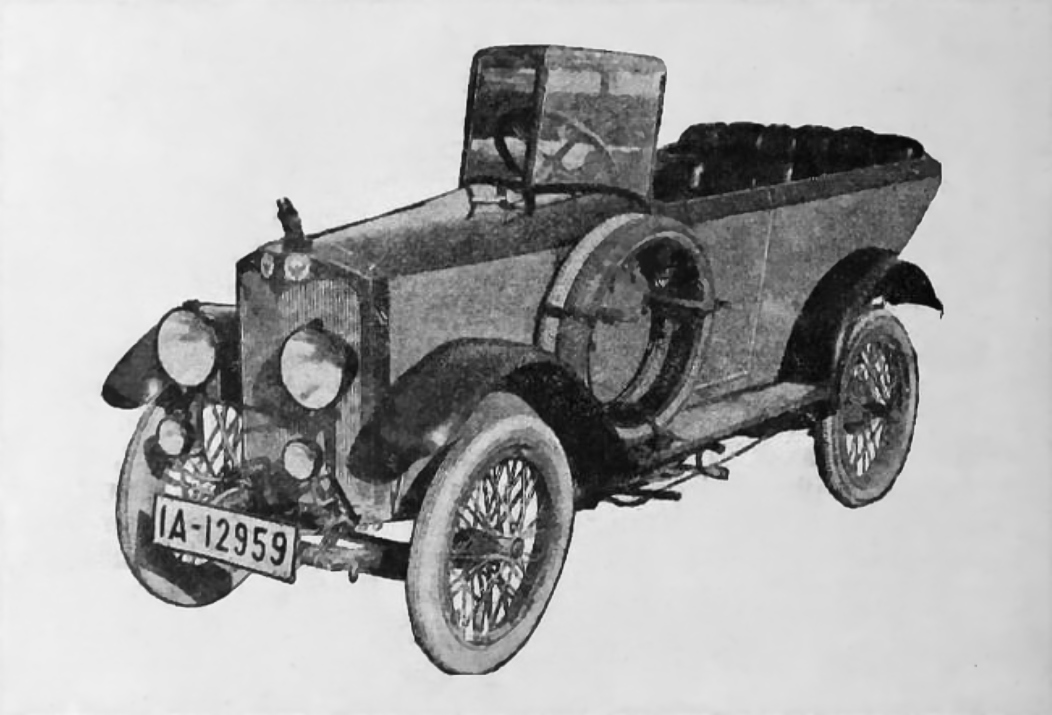
Omikron Kleinauto von 1922

Das Unternehmen wurde im August 1921 von dem Ingenieur Fritz Hüttner und den Kaufleuten Heinrich und Herbert Pingel in Berlin-Charlottenburg gegründet und stellte Kleinwagen her. Im Januar 1922 wurde die Firma in Omikron Kleinautobau GmbH umbenannt.
Nach der Inflationszeit endete auch für Omikron die Scheinblüte vieler Automobilfirmen der 1920er und die Produktion, die einen mittlere dreistellige Zahl nicht überschritten haben dürfte, endete 1925.
Der Omega 3/10 PS war ein Kleinwagen, der mit einem Vierzylindermotor ausgestattet war. Als Omikron wurden dann noch vergleichbare Wagen mit Steudel-Motoren von 4/12 PS, 4/16 PS und 5/20 PS gefertigt. Das „Omikron-Kleinauto“ hatte drei Vorwärts- und einen Rückwärtsgang sowie Kardanantrieb zur Hinterachse.
Bei einem Kleinautorennen im Berliner Grunewaldstadion am 28./29. April 1923 nahmen fünf Omikron-Kleinwagen teil, wobei die drei 4-PS und zwei 5-PS-Wagen jedoch ohne Erfolg blieben. Bei einem deutlich stärker besetzten Kleinautorennen am 30. September 1923 auf der schnellen Berliner AVUS erreichten zwei 4-PS-Omikron die Ränge drei und vier.